# Asiatiska utvecklingsbanken
Asiatiska utvecklingsbanken (ADB) är en multilateral utvecklingsbank som etablerades 1966 för att främja ekonomisk och social utveckling i Asien och Stillahavsområdet. ADB finansierar projekt inom olika sektorer som energi, transporter, kommunikation, miljö och finansiella tjänster. Banken har för närvarande 68 medlemsländer, varav majoriteten är från Asien och Stillahavsområdet.
ADB har sitt huvudkontor i Manila, Filippinerna, och har ytterligare 31 kontor runt om i världen. Banken är finansierad genom medlemsavgifter, obligationsutgivning och lån från kapitalmarknaderna.
ADB har ett flertal initiativ för att bekämpa fattigdom, främja jämställdhet och minska klimatförändringarna i regionen. Banken har även ett partnerskap med privata sektorn för att främja hållbar ekonomisk tillväxt i regionen.